# Estadio Héroes de San Ramón
Das Estadio Héroes de San Ramón ist ein Fußballstadion in der peruanischen Stadt Cajamarca, in der gleichnamigen Region, in den nördlichen Anden. Derzeit wird es vom Fußballverein Club Universidad Técnica de Cajamarca genutzt. Die Sportanlage bietet Platz für 18.000 Zuschauer. Der Name geht auf die Schlacht von San Pablo zurück, bei der drei Schüler der Schule San Ramón de Cajamarca im Pazifikkrieg für Peru fielen. 
Das Stadion Héroes de San Ramón wurde 1942 erbaut und nach einer Renovierung wurde 2012 eine neue Tribüne eingeweiht.